# Megrez
Megrez (von arabisch مغرز, DMG maġriz ‚Ansatzstelle [des Schwanzes]‘) ist der Eigenname des Sterns Delta Ursae Maioris (δ UMa) im Sternbild Großer Bär. Er steht im Großen Wagen an der Ecke, wo die Deichsel anschließt, und ist deutlich lichtschwächer als die sechs anderen Sterne des „Wagens“. Megrez besitzt eine scheinbare Helligkeit von 3,3 mag und ist etwa 81 Lichtjahre entfernt.
Es handelt sich bei Megrez um einen weißen Hauptreihenstern von etwa doppelter Masse, doppeltem Durchmesser und 25-facher Leuchtkraft der Sonne. Seine Oberflächentemperatur liegt bei etwa 8700 K. Der Stern zeigt geringe Helligkeitsschwankungen mit einer Amplitude von 0,01 mag und einer Periode von etwa 0,48 Tagen, konnte aber bisher keinem Typ von Veränderlichen zugeordnet werden.
Bereits 1878 und 1879 wurden bei Megrez neben dem 3,3 mag hellen Hauptstern A zwei schwächere Komponenten B und C gefunden. Sie haben nur eine Helligkeit von 10,2 bzw. 11,6 mag und stehen jeweils etwa 3 Bogenminuten vom Hauptstern entfernt. Es handelt sich dabei jedoch um Hintergrundsterne in 840 bzw. 930 Lichtjahren Entfernung. Im Jahr 2010 wurden noch zwei weitere Komponenten D und E gefunden. Hierbei handelt es sich um sehr lichtschwache Sterne mit 18–19 mag Helligkeit, die mit 3–6 Bogensekunden Abstand sehr nahe beim Hauptstern stehen. Ob es sich hierbei um ein physisches System handelt, ist nicht bekannt.
Mit vier anderen der sieben hellen Wagensterne gehört Megrez zur sogenannten Bärengruppe, einem Bewegungshaufen von über einhundert über den halben Himmel verteilten Sternen. Unsere Sonne liegt im Bereich dieser Gruppe, bewegt sich aber in eine andere Richtung.
Der Stern bewegt sich für Beobachter auf der Erde mit einer schnellen Eigenbewegung von etwa 104 Millibogensekunden/Jahr über den Himmel. Bei seiner Entfernung entspricht dies einer Geschwindigkeit von etwa 12 km/s, während er sich zusätzlich mit einer Geschwindigkeit von 15 km/s auf uns zu bewegt. Im Raum bewegt sich der Stern demnach mit einer Geschwindigkeit von etwa 20 km/s relativ zu unserer Sonne.
Ein alternativer Name für den Stern ist „Kaffa“. Nach dem „IAU Catalog of Star Names“ der Working Group on Star Names (WGSN) der IAU zur Standardisierung von Sternnamen wurde im Jahr 2016 dem Stern δ Ursae Maioris aber offiziell der Name „Megrez“ zugewiesen.